# 加來圍城戰 (1940年)
加來圍城戰（英語：Siege of Calais）是第二次世界大戰時發生在歐洲法國加來的一次圍城戰，屬於法國戰役的一部分。加來圍城戰與布洛涅圍城戰同時發生，為英法聯軍通過敦刻爾克撤離歐洲大陸拖延時間。
盟軍在阿拉斯戰役（5月21日）反擊德軍之後，德軍已經準備於5月22日繼續攻擊加來，儘管海因茨·古德里安將軍的抗議，想要進攻海峽海岸北部的布洛涅、加來和敦刻爾克。5月21日至22日晚上12時40分，海因茨·古德里安的提議未獲批准。
當德軍第10裝甲師準備攻擊加來的時候，來自英格蘭的第30旅和第3皇家坦克團加入戰局。5月22日，英軍在城外建立了路障，法軍向加萊方向前進時與德軍裝甲部隊發生戰鬥。英軍坦克和步兵接到命令護送食物到敦克爾克，但發現這條路被德軍擋住。5月23日，英軍開始撤退到加萊老城牆（建於1770年代），德軍於5月24日開始圍攻加來。德軍第10裝甲師的攻擊大部分失敗，德軍坦克大約有一半被擊倒，三分之一的步兵傷亡。之後德國空軍的支援加來圍城戰。
5月24日/25日夜間，英軍被迫從南部高地撤退至一條覆蓋舊城和城堡的路線，次日德軍襲擊被擊退。德軍多次試圖說服駐軍投降，但是英軍接到來自倫敦禁止撤離命令。5月26日，德軍攻擊失敗，德軍司令獲得最後通牒，如果下午2點之前沒有佔領加萊，德國陸軍將被撤回，德國空軍空襲加來。英法軍防禦線在下午4點開始崩潰。法國指揮官勒·特利爾（Le Tellier）投降。第二天，小型艦艇進入海港，解除大約400人的武裝，英國皇家空軍攻擊德軍砲兵陣地。